# Villaggio Violino
Il Villaggio Violino è un quartiere di Brescia.

## Geografia fisica
L'area del quartiere è sostanzialmente pianeggiante ed è delimitata: a nord, dalla ferrovia Brescia-Iseo-Edolo e da via Vallecamonica; a est, da via Violino di Sotto; a sud, dal confine con il comune di Roncadelle; a ovest, da via Colombaie.

## Origine del nome
Il toponimo deriva dalle cascine Violino di Sopra e Violino di Sotto, nei pressi delle quali sorse il Villaggio costruito dalla cooperativa «La Famiglia» secondo i dettami di padre Ottorino Marcolini. Secondo lo studioso Paolo Guerrini, il nome alle due cascine deriva da quello della famiglia Violini, che le acquistò dall'Ospedale Maggiore nel 1621.
Fino al 1807, la zona era indicata con il termine di "Castelletto", probabilmente dalla forma della vicina cascina Brione, che si trova nel comune di Roncadelle. In seguito, il territorio fu indicato e suddiviso dal nome delle tre cascine: Violino di Sopra, Violino di Sotto e Violino Brione. Con l'edificazione del villaggio, a partire dalla seconda metà degli anni Cinquanta del Novecento, l'area fu identificata con il toponimo attuale.

## Storia
Nel Medioevo, l'area apparteneva alle chiusure o corpisanti di Brescia. Negli anni cinquanta dell'Ottocento fu coinvolta nella costruzione della ferrovia Milano-Venezia a cui seguì, nel 1885, la Brescia-Iseo.
Negli anni Venti, alcuni terreni di proprietà del comune di Brescia furono ceduti al Ministero della guerra per farne un nuovo Campo di Marte in sostituzione della vecchia piazza d'armi.
Dalle cronache locali sappiamo che nel 1925 e nel 1933 gli abitanti della zona chiesero l'illuminazione elettrica pubblica e l'acquedotto.
La ruralità del territorio terminò negli anni Cinquanta del Novecento, quando Ottorino Marcolini scelse l'area del Violino per edificare il primo dei suoi villaggi che si diffusero presto in tutta la città e la provincia. Costruito dalla cooperativa «La Famiglia», la prima pietra fu posata il 4 luglio 1954, mentre nel maggio dell'anno seguente furono consegnati i primi 252 alloggi. Furono anche costruite la chiesa dedicata a san Giuseppe Lavoratore, la scuola materna e quella elementare.
Nel 1971, sulla falsariga di quanto stava avvenendo in altri quartieri della città, sorse il comitato di quartiere, organismo spontaneo che chiedeva il riconoscimento ufficiale da parte del comune di Brescia e la possibilità di compartecipare nella stesura del bilancio e di esprimere pareri sullo sviluppo urbanistico della città. Nel luglio dell'anno seguente, il consiglio comunale votò l'istituzione dei consigli di quartiere, suddividendo il territorio comunale in trenta aree. Il consiglio del villaggio Violino fu eletto il 24 marzo 1974.
Nel 1977, la Giunta Trebeschi recepì le disposizioni previste dalla legge 278/1976 e istituì nove circoscrizioni che accorparono i trenta quartieri. Il villaggio Violino, assieme a Chiusure, Urago Mella e il Villaggio Badia, entrò a far parte della Terza circoscrizione, che fu ribattezzata "dell'Oltremella", perché raggruppava i quartieri che risultavano separati dal resto della città dal fiume.
Nel 1994, iniziarono i lavori per la costruzione della nuova parte del villaggio con 134 alloggi su 57 000 m2 e nuove aree verdi. L'anno precedente era arrivato il servizio di teleriscaldamento.
Nel 2007, la giunta Corsini ridusse il numero delle circoscrizioni portandole da nove a cinque: il villaggio Violino, come tutto il resto della Terza Circoscrizione, fu assegnata alla nuova Circoscrizione Ovest.
Nel 2014, a seguito dell'abolizione delle circoscrizioni per i nuovi limiti imposti dalla legge 191/2009, la Giunta Del Bono decise di ricostituire gli organi consultivi di rappresentanza dei quartieri. Le prime elezioni dei nuovi consigli si tennero in tutta la città il 14 ottobre.

## Monumenti e luoghi d'interesse
- parco della musica John Lennon, sorto nella seconda fase di costruzione del villaggio a ridosso della ferrovia Milano-Venezia, si sviluppa su un'area di 34 000 m2[15]
- giardino chiesa del Violino di Sopra, sorge nei pressi della parrocchiale, si distribuisce su un'area di 34 000 m2[15]

Facciata della Chiesa parrocchiale di san Giuseppe Lavoratore

## Società

### Religione
Il quartiere appartiene alla chiesa parrocchiale di san Giuseppe Lavoratore della diocesi cattolica di Brescia.

### Istituzioni, enti e associazioni
Nei pressi del parco della musica sorge il «Centro Bresciano Down», istituito nel 2001 per la riabilitazione delle persone affette da quella sindrome.
Nel quartiere ha sede l'associazione nazionale «Famiglie numerose»; dal 2005 al 2013, l'onorevole Mario Sberna ne fu presidente.

## Cultura
Nel territorio del quartiere sorgono la scuola materna Sandro Bonicelli e la scuola primaria Eugenio Montale.

## Infrastrutture e trasporti
Il quartiere è servito da tre linee di trasporto urbano: la 3 (Mandolossa-Virle), la 9 (Violino-Buffalora) e la 16 (Onzato-Sanpolino).
Nel territorio del vicino quartiere di Villaggio Badia è presente la fermata di Brescia Violino della ferrovia Brescia-Iseo-Edolo che prende il nome dal Violino per la sua vicinanza all'area residenziale.